# Hyphessobrycon tuyensis
 Hyphessobrycon tuyensis és una espècie de peix de la família dels caràcids i de l'ordre dels caraciformes.

## Morfologia
- Els mascles poden assolir 3,1 cm de llargària total.
- Nombre de vèrtebres: 32.[4]

## Hàbitat
Viu a àrees de clima tropical.

## Distribució geogràfica
Es troba a Sud-amèrica: riu Tuy (nord de Veneçuela).